# The Spirit of the Light; or, Love Watches on Through the Years
The Spirit of the Light; or, Love Watches on Through the Years è un cortometraggio muto del 1911 diretto e interpretato da Charles Kent.

## Produzione
Il film fu prodotto dalla Vitagraph Company of America.

## Distribuzione
Distribuito dalla General Film Company, il film - un cortometraggio in una bobina - uscì nelle sale cinematografiche USA il 22 aprile 1911.